# Werner Grunow
Werner Grunow (* 20. Januar 1932 in Berlin; † 11. August 2016 ebenda) war ein deutscher Hörspielregisseur.

## Leben und Wirken
Werner Grunow begann seine Hörspiellaufbahn beim Berliner Rundfunk der Nachkriegszeit, als noch aus der Masurenallee (Stimme des Ostens aus einem Funkhaus im Westen) gesendet wurde. Er assistierte u. a. bei Egon Monk bei den Aufnahmen zu Die Gewehre der Frau Carrar (mit Helene Weigel), bei der auch der Dramatiker Bertolt Brecht zugegen war. Werner Grunow führte als einer der bekanntesten Rundfunkregisseure der DDR bei über hundert Hörspielen, Features und Kinderhörspielen Regie.
Er präsentierte die erste lange Hörspielnacht des Rundfunks der DDR auf dem Berliner Rundfunk, die 1987 zum „750 Jahre Berlin“ gestaltet wurde. 1982 erhielt er den Hörspielpreis der DDR für die beste Regie bei Jazz am Grab von Arne Leonhardt. Weitere preisgekrönte Hörspielproduktionen unter anderem Christina von Irina Liebmann (1980), Fahrschule von Bernd Schirmer (1984), Schrei der Wildgänse von Helmut Sakowski (1987). Ab 1992 war Werner Grunow für die Wortproduktionen von DS-KULTUR und DeutschlandRadio tätig.
Werner Grunow wurde am 29. September 2016 auf dem Friedhof Pankow III beigesetzt.

## Hörspiel-Inszenierungen (Auswahl)
- 1953: Bertolt Brecht: Die Gewehre der Frau Carrar – Regieassistenz bei Egon Monk und Isot Kilian
- 1958: Kurt Sandner: Nacht ohne Gnade (Rundfunk der DDR)
- 1959: Joachim Ret: Die Zange (Rundfunk der DDR)
- 1959: Joachim Goll: Die Dienstreise (Hörspiel – Rundfunk der DDR)
- 1959: Karlernst Ziem/René Ziem: Der Fall Dinah Furner (Kriminalhörspiel – Rundfunk der DDR)
- 1960: Helmut Sakowski: Verlorenes Land? (Hörspiel – Rundfunk der DDR)
- 1960: Hans Pfeiffer: Schüsse am Hochmoor (Kriminalhörspiel – Rundfunk der DDR)
- 1961: Klaus Beuchler: Der Fall Stetson (Hörspiel – Rundfunk der DDR)
- 1962: Manfred Bieler: Die linke Wand (Rundfunk der DDR)
- 1962: Jack London: Der Mexikaner Felipe Rivera (Rundfunk der DDR)
- 1962: Manfred Bieler: Drei Rosen auf Papier
- 1962: Manfred Bieler: Karriere eines Klaviers (Rundfunk der DDR)
- 1963: Joachim Wohlgemuth: Der Schweine-Wilhelm (Rundfunk der DDR)
- 1964: Carlos Rasch/Heiner Müller: Sierra an Meidian
- 1965: Kurt Belicke: Ein Tresor für zwei (Hörspiel – Rundfunk der DDR)
- 1967: Joachim Goll: Bankivahühner – (Hörspiel-Schwank – Rundfunk der DDR)
- 1967: Michail Scholochow: Fremdes Blut (Hörspiel – Rundfunk der DDR)
- 1967/68: Lew Tolstoi: Krieg und Frieden (12 Teile), als Hörbuch: DDR-Radio-Archiv, (12er CD-Box), Laufzeit: ca. 792 Min., Icestorm Distribution GmbH 2016
- 1969: Friedrich Dürrenmatt: Abendstunde im Spätherbst
- 1969: Will Lipatow: Der Dorfdetektiv (Hörspiel – Rundfunk der DDR)
- 1970: Tschingis Aitmatow: Die Straße des Sämanns (Hörspiel – Rundfunk der DDR)
- 1970: Arne Leonhardt: Unser stiller Mann (Hörspiel – Rundfunk der DDR)
- 1971: Boris Djacenko: Der Physiker und die Nixe (Hörspiel – Rundfunk der DDR)
- 1971: Jürgen Beidokat: Drei Kapitel über eine Meuterei (Hörspiel – Rundfunk der DDR)
- 1972: Jan Klima: Der Tod liebt die Poesie (Kriminalhörspiel – Rundfunk der DDR)
- 1972: Ben Jonson: Volpone oder der Fuchs (Hörspiel – Rundfunk der DDR)
- 1972: Franz Freitag: Generalprobe für einen Heiratsantrag (Hörspiel – Rundfunk der DDR)
- 1973: Johann Wolfgang von Goethe: Geschichte des Götz von Berlichingen mit der eisernen Hand (Hörspiel – Rundfunk der DDR)
- 1973: Hans-Ulrich Lüdemann: Überlebe das Grab (Hörspiel – Rundfunk der DDR)
- 1973: Georg Hermann: Kubinke (Bearbeitung: Gunnar Müller-Waldeck – Produktion: Rundfunk der DDR)
- 1973: Werner Gawande: Benders Abschluß (Hörspiel – Rundfunk der DDR)
- 1973: Arne Leonhardt: Schach der Dame oder Wie ich zu einem Mann kommen sollte (Hörspiel – Rundfunk der DDR)
- 1974: Rolf Gumlich: Krach in Dagenow (Hörspiel – Rundfunk der DDR)
- 1974: Helfried Schreiter: Immer wieder (Hörspiel – Rundfunk der DDR)
- 1974: Helga Schütz: Le Rossignol heißt Nachtigall (Hörspiel – Rundfunk der DDR)
- 1975: Lothar Kleine: Michael Gaismair  (Hörspiel – Rundfunk der DDR)
- 1976: Adolf Glaßbrenner: Antigone in Berlin (Hörspiel (Kunstkopf) – Rundfunk der DDR)
- 1976: Hans Bräunlich nach Raymond Chandler: Gefahr ist mein Geschäft (Kriminalhörspiel – Rundfunk der DDR)
- 1976: Joachim Nowotny: Brot und Salz
- 1976: John B. Priestley: Ein Inspektor kommt
- 1978: Ödön von Horváth: Kasimir und Karoline (Hörspiel – Rundfunk der DDR)
- 1978: Rudi Strahl: Die Trauerrede (Kurzhörspiel – Rundfunk der DDR)
- 1979: Joachim Goll: Der Hund von Rackerswill (Hörspiel – Rundfunk der DDR)
- 1980: Stanislaw Lem: Der getreue Roboter
- 1980: Dorothy L. Sayers: Der Verdacht (Kriminalhörspiel – Rundfunk der DDR)
- 1980: Michail Bulgakow: Die Kabale der Scheinheiligen –  (Hörspiel – Rundfunk der DDR)
- 1980: Friedrich Schiller: Maria Stuart – (Hörspiel – Rundfunk der DDR)
- 1981: Arne Leonhardt: Jazz am Grab – (Hörspielpreis der Kritiker für Autor und Regie 1982 – Rundfunk der DDR)
- 1981: Peter Hacks: Ein Gespräch im Hause Stein über den abwesenden Herrn von Goethe
- 1981: Linda Teßmer: Ein Toter zu viel
- 1982: Heinar Kipphardt: In der Sache J. Robert Oppenheimer Ein szenischer Bericht (Bearbeitung: Ulrich Griebel; Rundfunk der DDR)
- 1982: Adolf Glaßbrenner: Herr Buffey macht einen Ausflug (Hörspiel – Rundfunk der DDR)
- 1982: Rolf Wohlgemuth: Auf der Schaukel (Hörspiel – Rundfunk der DDR)
- 1983: Lion Feuchtwanger: Erfolg (Hörspiel – Rundfunk der DDR)
- 1985: Hans Siebe: Feuersteine (Kriminalhörspiel – Rundfunk der DDR)
- 1986: Michael Kautz: Gisa (Hörspiel – Rundfunk der DDR)
- 1987: Katrin Lange: Die Brandstifterin (Hörspielreihe: Tatbestand, Nr.:35 – Rundfunk der DDR)
- 1987: Georg Hirschfeld: Pauline (Hörspiel – Rundfunk der DDR)
- 1987: Claus Hammel: Frau Jenny Treibel oder Wo sich Herz zu Herzen find’t nach Theodor Fontane
- 1988: Holger Jackisch: Tod eines deutschen Clowns
- 1988: Joachim Goll: Geschenkt ist geschenkt (Hörspiel – Rundfunk der DDR)
- 1988: Thomas Rosenlöcher: Das Gänseblümchen (Kinderhörspiel – Rundfunk der DDR)
- 1991: Waldemar Bonsels: Die Biene Maja (Kinderhörspiel – DS Kultur)